# Китайска конопена палма
Китайската конопена палма (Trachycarpus fortunei) – от гръцки: Trachys означава твърд, karpos – плод. Популярна е също като китайска конопена палма заради влакнестото стъбло, което образува.

## Произход
По произход е от Бирма, Централен и Източен Китай, Япония, Хималаите. Там тя расте в планинските гори, където понякога вали сняг.

## Разпространение
Трахикарпусът е част от пейзажа в Южна Англия, Южна Швейцария, покрай езерата в Северна Италия, по южното Атлантическо крайбрежие, Лазурния бряг, Крим и черноморското крайбрежие на Кавказ.
Все по-често отглеждан на открито в България вид. При нашите условия, след четвъртата година са подходящи за засаждани на открито. Поради устойчивостта си на ниски температури, може да бъде отглеждана в парковете и градините на Южна България и Черноморието. В Европа тя е много обичан и често култивиран вид.

## Описание
Оформя влакнесто стъбло с почти кръгли, дълбоконарезни, блестящозелени листа върху дълги 40 – 90 см. дръжки. Двудомно растение – сиреч мъжките и женските цветове са на отделни растения. Цъфтеж – започва през май, като плодовете зреят от ноември до януари и се задържат на палмата дълго време (до година). Размножение – чрез семена. В родината си палмата достига до 10 – 12 м височина, но при нашите условия до 6 м.

## Отглеждане
Непретенциозна е към почвата, но е необходимо младите екземпляри да бъдат предпазвани от пряка слънчева светлина и от продължително засушаване. Приема се че това е най-студоустойчивата палма. За кратко време понася понижавания на температурите до -16 °C.